# Aetheodontus
Aetheodontus es un género extinto de peces osteíctios prehistóricos del orden Perleidiformes. Este género marino fue descrito por Brough en 1939.

## Especies
Clasificación del género Aetheodontus:
- † Aetheodontus (Brough 1939)
  - † Aetheodontus besanensis (Brough 1939)